# Четверик (архітектура)

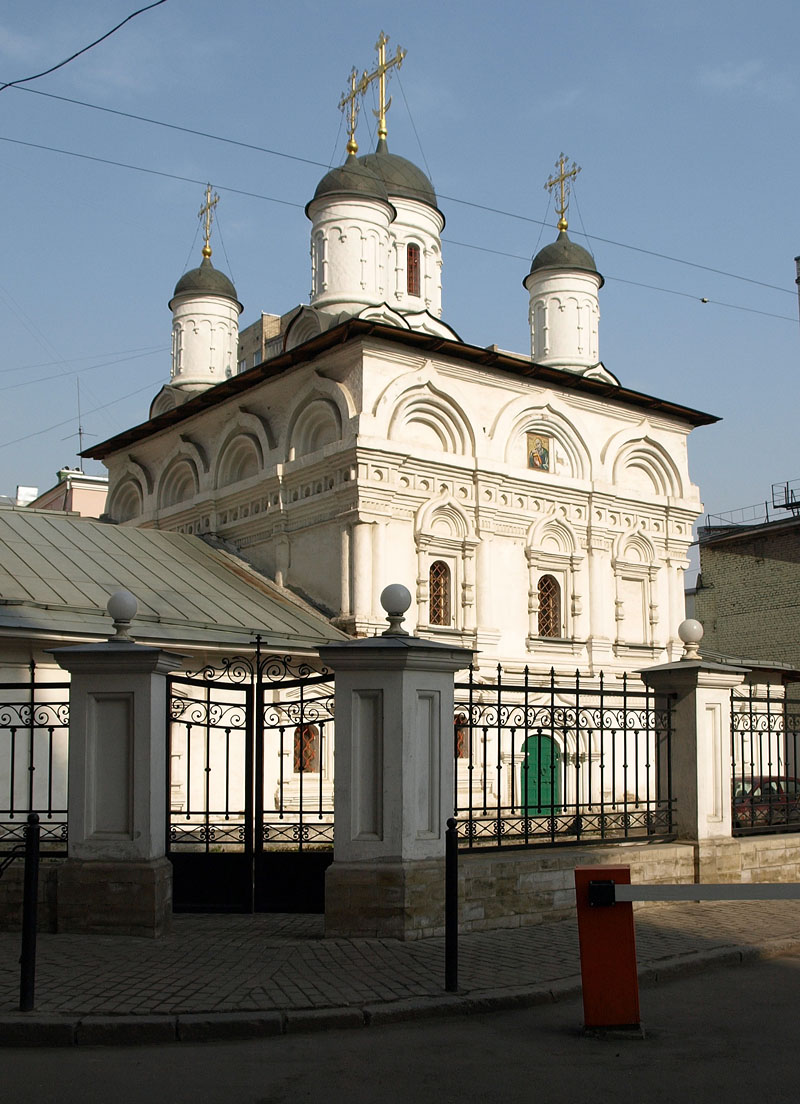
Церква Іоанна Богослова в Москві, Російська федерація

Четвери́к — чотирикутна у плані культова споруда або її частина, форма якої підкреслюється куполом або шатром. Притаманна українській та російській архітектурі XVII–XVIII століттях.
У храмовій архітектурі до володарювання Петра Першого форму четверика мала основна частина будівлі храму, а всередині він міг мати стовпи, що підпирають склепіння і купол.
В XVII–XVIII століттях набули поширення безстовпні храми з четвериком, перекритим хрещатим, зімкнутим або ступінчастим склепінням. В шатрових храмах і в архітектурі наришкінського або московського бароко четверик часто використовувався в поєднанні надбудованим восьмигранним ярусом — восьмериком. Такий багатоярусний храм часто називають «восьмерик на четверику».